# Ủy ban Olympic Ả Rập Xê Út
Ủy ban Olympic Ả Rập Xê Út (mã IOC: KSA; tiếng Anh: Saudi Arabian Olympic Committee, tiếng Ả Rập: اللجنة الأولمبية العربية السعودية) là Ủy ban Olympic quốc gia đại diện cho Ả Rập Xê Út.
Cho đến Thế vận hội Mùa hè 2012 ở Luân Đôn, Ả Rập Xê Út là một trong ba quốc gia chưa bao giờ có một vận động viên nữ tại thế vận hội. Hai quốc gia khác, Qatar và Brunei, cũng chọn phụ nữ để thi đấu lần đầu tiên.